# Bononia (bướm đêm)
Bononia  là một chi bướm đêm thuộc họ Noctuidae.

## Hình ảnh

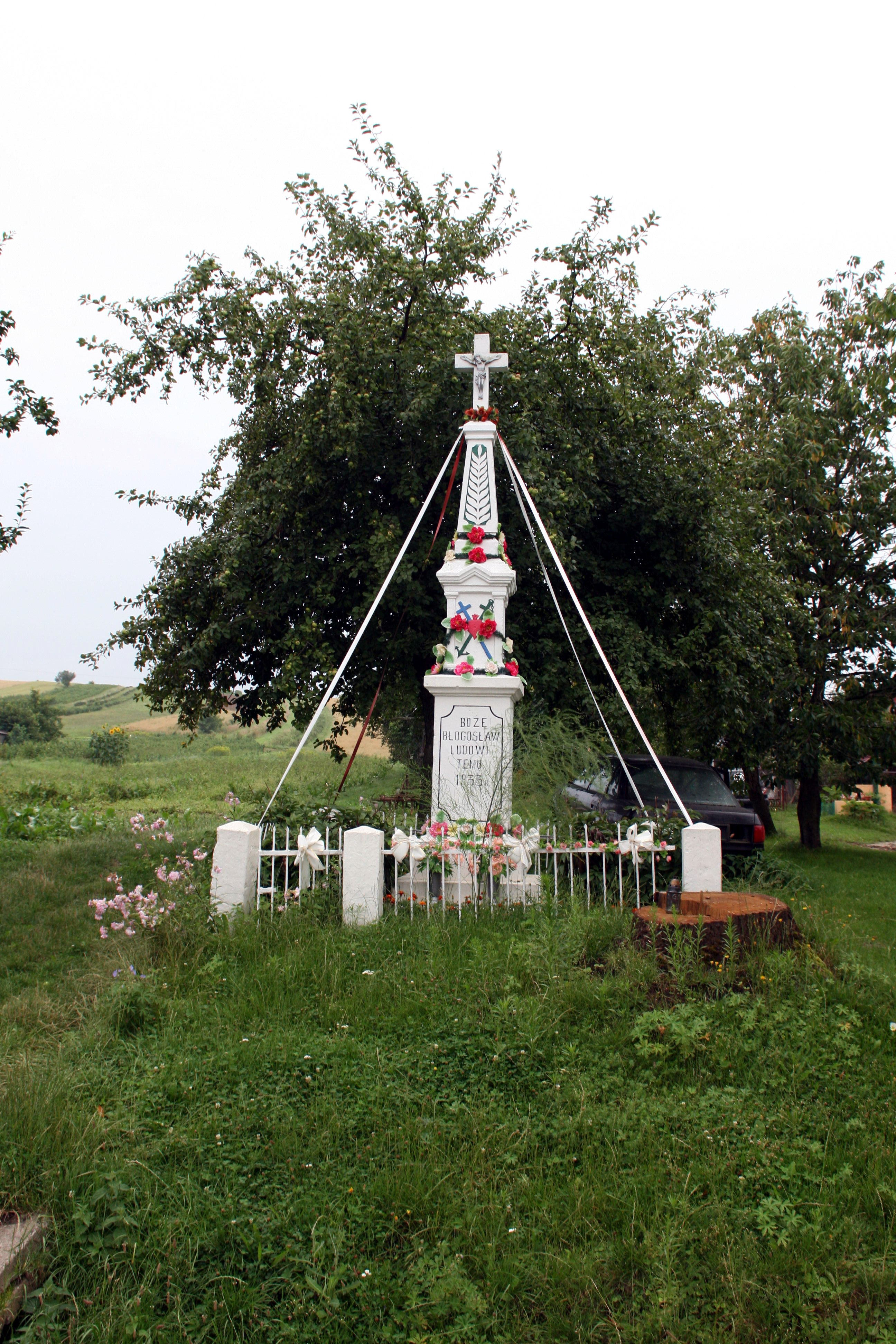
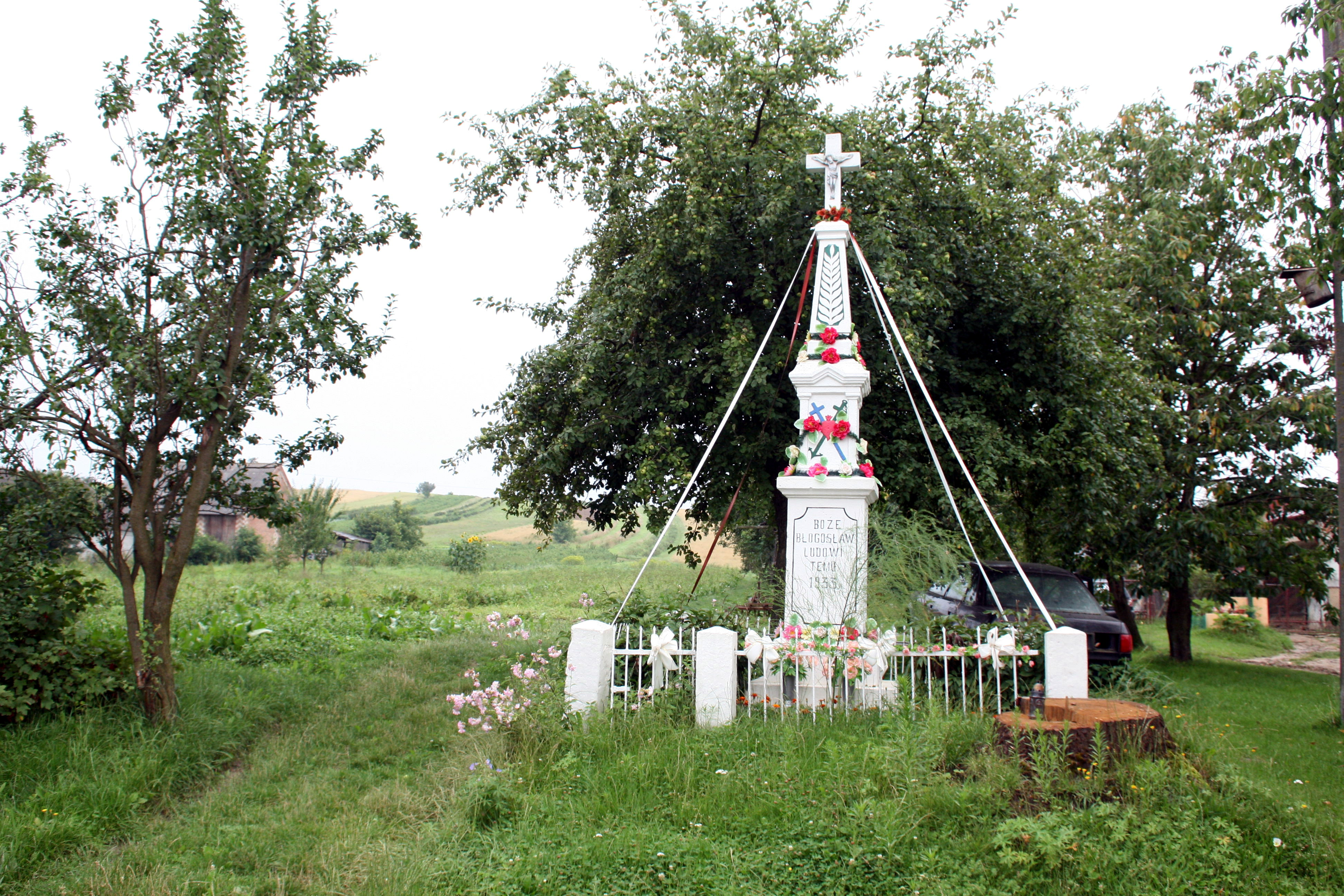
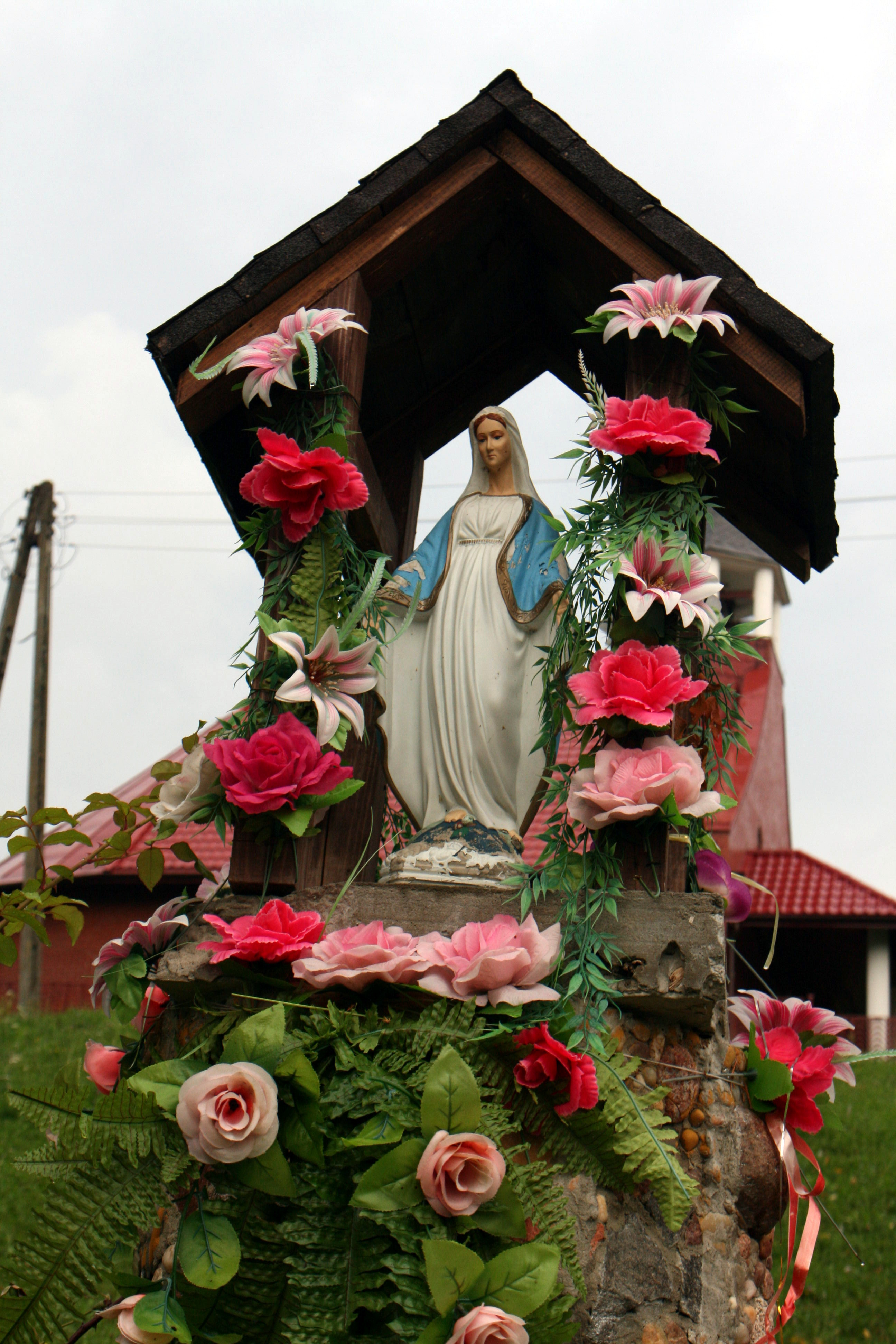
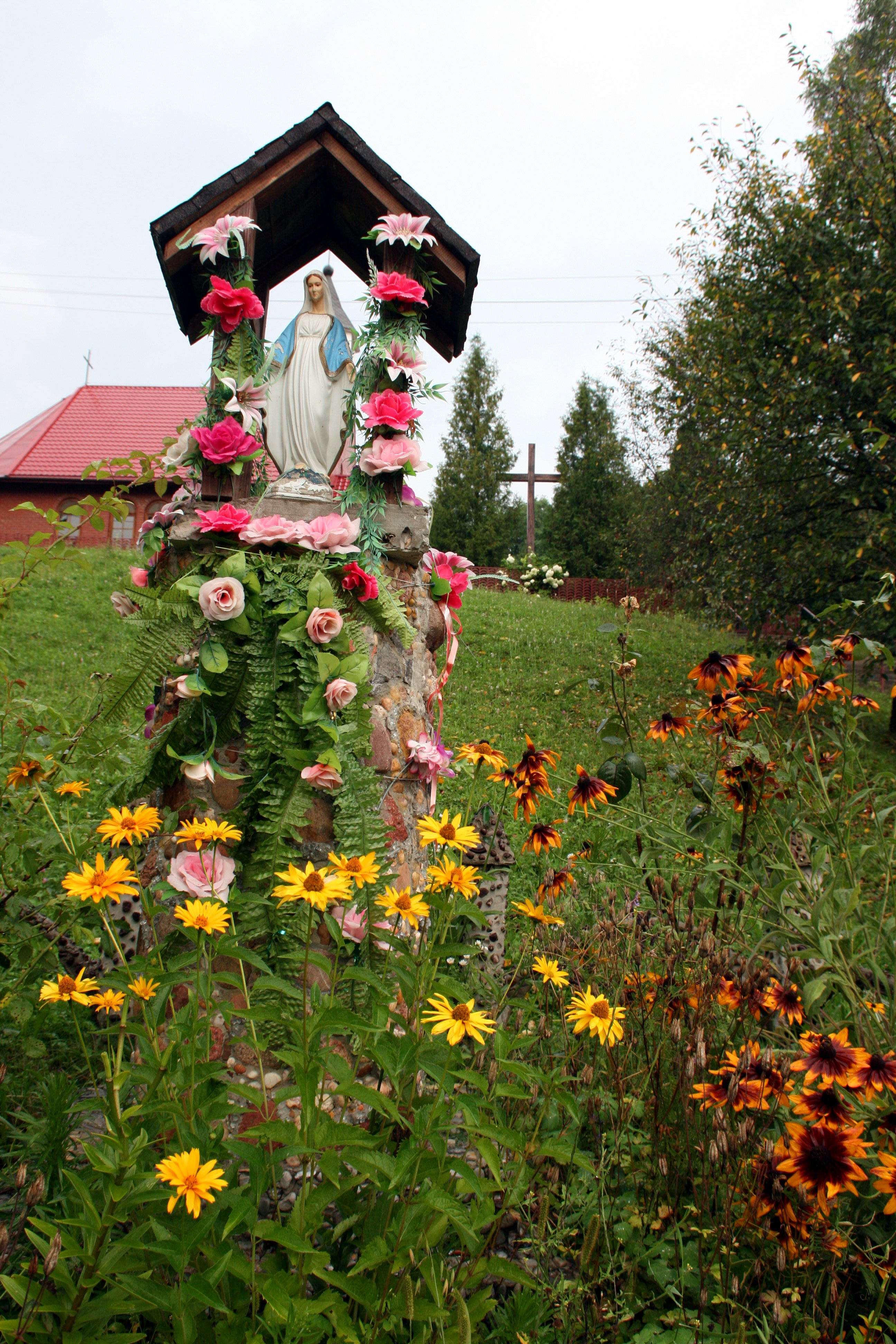